# Tarimska kotlina
Tarimska kotlina' je endoreična kotlina na severozahodu Kitajske, ki zavzema površino približno 1.020.000 km². Leži v kitajski avtonomni pokrajini Šindžjang (Xīnjiāng Wéiwú'ěrzú Zìzhìqū, 新疆维吾尔自治区), včasih pa se sinonimno nanaša na južno polovico province ali Nandžjang (kitajsko: 南疆; Nánjiāng, Južni Xinjiang), v nasprotju s severno polovico province znane kot Džungarija ali Beidžjang. Njegova severna meja je pogorje Tjanšan, južna meja pa gorovje Kunlun na robu Tibetanske planote. Večji del kotline zavzema puščava Takla Makan. Zgodovinsko ujgursko ime za Tarimsko kotlino je Altišahr (tradicionalno črkovanje: آلتی شهر), kar v ujgurščini pomeni »šest mest«).

## Geografija in razmerje do Šindžjanga
Pokrajina Šindžjang je sestavljena iz dveh glavnih geografsko, zgodovinsko in etnično ločenih regij z različnimi zgodovinskimi imeni, Džungarija in Tarimska kotlina (Altišahr), preden jih je dinastija Čing (Qing, beri: Čjing oziroma Ćing; kitajsko: 清朝 Qing chao = dinastija Čing) leta 1884 združila v eno politično enoto, imenovano provinca  Šindžjang (Xinjiang). V času osvajanja Čingov leta 1759 je bila Džungarija naseljena s stepskimi prebivališči nomadskih tibetanskih budističnih Džungarjev, medtem ko so v Tarimski kotlini živeli v oazah stalno naseljeni, turško govoreči muslimanski kmetje, danes znani kot Ujguri. Do leta 1884 so jih vodili ločeno.

### Lega Tarimske kotline

#### Severni del
Kitajci so temu rekli Tien Shan Nan Lu ali Tjenšanska južna cesta, v nasprotju z Bei Lu severno od gorovja. Ob njej poteka moderna avtocesta in železnica, srednja reka Tarim pa je približno 100 km južneje. Kašgar je bil kraj počitka karavan, preden so prečkale gore. Druga okrožja so Baču ali Miralbači, Učturpan severno od glavne ceste, Aksu ob veliki reki Aksu, Kuča je bilo nekoč pomembno kraljestvo, Luntai, Korla, zdaj veliko mesto; Karašar v bližini Bostenskega jezera, Turpan severno od Turpanske depresije in južno od pogorja Bogda Šan, Hami, nato jugovzhodno do Guadžou (starodavni Anši) v koridorju Haši.

#### Center
Večino kotline zaseda puščava Takla Makan, ki je presuha za trajno bivanje. Reke Jarkand, Kašgar in Aksu se združijo v reko Tarim, ki teče vzdolž severne strani kotline. Prej se je nadaljevala do Loulana, nekaj po letu 330 pa je zavila na jugovzhod blizu Korle proti Čarkiliku, Loulan pa je bil opuščen. Reka Tarim se je končala pri zdaj suhem jezeru Lop Nor, ki je zasedalo spremenljiv položaj vzhodno od Loulana. Vzhodno je legendarni prelaz Jumen (tudi Žadasta vrata) – prehod v Kitajskem zidu, ki so ga Kitajci šteli za prehod v zahodne regije. Poleg tega je Dunhuang s svojimi starodavnimi rokopisi in nato Anxi na zahodnem koncu koridorja Gansu.

#### Južni del
Kašgar; Jangi Hisar, znan po nožih; Jarkand, nekoč večji od Kašgarja; Karghalik (Ječeng), s potjo v Indijo; Karakaš; Khotan, glavni vir kitajskega žada; proti vzhodu dežela postane bolj pusta; Kerija (Jutian); Nija (Minfeng); Čiemo (Čerčen); Čarkilik (Ruojiang). Sodobna cesta se nadaljuje proti vzhodu do Tibeta. Skozi puščavo Kumtag proti Dunhuangu trenutno ni poti proti vzhodu, vendar so karavane nekako prečkale prelaz Janguan južno od prelaza Jumen.

#### Ceste in prelazi, reke in karavanske poti
Južna železnica Šindžjang se odcepi od železnice Lanšin blizu Turpana, sledi severni strani kotline do Kašgarja in zavije proti jugovzhodu do Kotana.

#### Ceste
Glavna cesta iz vzhodne Kitajske doseže Urumči in se nadaljuje po avtocesti 314 vzdolž severne strani do Kašgarja. Avtocesta 315 sledi južni strani od Kašgarja do Čarkilika in se nadaljuje proti vzhodu do Tibeta. Trenutno so čez puščavo štiri ceste sever-jug. 218 teče od Čarkilika do Korle po nekdanjem toku reke Tarim in tvori oval, katerega drugi konec je Kašgar. Puščavska avtocesta Tarim, velik inženirski dosežek, prečka središče od Nije do Luntai. Nova avtocesta 217 sledi reki Khotan od Khotana do blizu Aksu. Cesta sledi reki Jarkand od Jarkanda do Bajua. Vzhodno od ceste Korla-Čarkilik je potovanje še vedno zelo težko.

#### Reke
Reke, ki prihajajo na jug iz Tjanšana, se pridružijo reki Tarim, največja je Aksu. Reke, ki tečejo severno od Kunluna, so običajno poimenovane po mestu ali oazi, skozi katero gredo. Večina v puščavi presahne, le reka Hotan v dobrih letih doseže Tarim. Izjema je reka Jiemo, ki je tekla severovzhodno v Lop Nora. Ruševine v puščavi pomenijo, da so bile te reke nekoč večje.

#### Karavanske poti in prelazi
Zdi se, da je prva karavanska pot vodila po južni strani. V času osvajanja dinastije Han se je premaknila v središče (prelaz Jumen-Loulan-Korla). Ko je Tarim spremenila smer okoli leta 330, se je premaknila proti severu v Hami. Manjša pot je potekala severno od Tjanšana. Ko je bila vojna na koridorju Gansu, je trgovina s porečjem Jaidam vstopila v kotlino blizu Čarkilika. Zdi se, da se je prvotna pot do Indije začela v bližini Jarkanda in Kargilika, zdaj pa jo nadomešča Karakorumska avtocesta južno od Kašgarja. Zahodno od Kašgarja preko mejnega prehoda Irkeshtam je dolina Alaj, ki je bila nekoč pot do Perzije. Severovzhodno od Kašgarja prelaz Torugart vodi v Fergansko dolino. V bližini Učturpana prelaz Bedel vodi do jezera Isik Kul in step. Nekje blizu Aksuja je težak prelaz Muzart vodil proti severu do porečja reke Ili (Kulja). V bližini Korle je bil prelaz Železna vrata in zdaj avtocesta in železnica severno do Urumčija. Od Turfana lahek prelaz Dabančeng vodi do Urumčija. Pot od Čarkilika do planote Jaidam je bila zelo pomembna, ko je bil Tibet imperij.
Severno od gora je Džungarija z osrednjo puščavo Gurbantünggüt, glavno mesto Urumči in naftna polja Karamaj. Ozemlje Kulja je zgornje porečje reke Ili in se odpira v kazahstansko stepo z več cestami proti vzhodu. Džungarska vrata so bila nekoč migracijska pot, danes pa so cestni in železniški prehod. Tačeng ali Tarbaghataj je cestni prehod in nekdanje trgovsko mesto.

## Geologija
Tarimska kotlina je rezultat združitve starodavne mikroceline in rastoče evroazijske celine v obdobju karbona do perma. Trenutno je zaradi deformacije ob robu bazena mikrokontinentalna skorja potisnjena pod Tjanšan na severu in Kunlun Šan na jug.
Gosto zaporedje paleozojskih, mezozojskih in kenozojskih sedimentnih kamnin zavzema osrednje dele kotline in lokalno presega debeline 15 km. Izvorne kamnine nafte in plina so ponavadi večinoma permski meljevci in redkeje ordovicijski sloji, ki so doživeli intenzivno in razširjeno zgodnje hercinsko zakrasevanje. Učinek tega dogodka so npr. paleokrasni rezervoarji na naftnem polju Tahe. Pod nivojem, obogatenim s plinom in nafto, je zapletena predkambrijska klet, za katero se domneva, da je sestavljena iz ostankov prvotne mikroploče Tarim, ki je nastala na rastoči evroazijski celini v obdobju karbona. Sneg na K2, drugi najvišji gori na svetu, teče v ledenike, ki se po dolinah premikajo in stopijo. Stopljena voda tvori reke, ki se spuščajo v porečje Tarima in nikoli ne dosežejo morja. Nekatere reke obdajajo puščave, kjer voda namaka, druge pa tečejo v slana jezera in močvirja.
Lop Nor je močvirnata, slana depresija na vzhodnem koncu Tarimske kotline. Reka Tarim se konča v Lop Norju.
Tarimska kotlina naj bi vsebovala velike potencialne zaloge nafte in zemeljskega plina. Metan predstavlja več kot 70 odstotkov rezerve zemeljskega plina s spremenljivo vsebnostjo etana (<1 % ~ 18 %) in propana (<0,5 % ~ 9 %). Obsežno raziskovanje Tarimske kotline s strani Kitajske nacionalne petrolejske korporacije med letoma 1989 in 1995 je privedlo do identifikacije 26 struktur, ki vsebujejo nafto in plin. Te se pojavljajo v globljih globinah in v razpršenih nanosih. Peking želi dolgoročno razviti Šindžjang v novo energetsko bazo na Kitajskem, ki naj bi dobavila petino celotne oskrbe z nafto v državi z letno proizvodnjo 35 milijonov ton. 10. junija 2010 je Baker Hughes objavil dogovor o sodelovanju s PetroChina Tarim Oilfield Co. za dobavo storitev naftnih polj, vključno s sistemom usmerjenega in navpičnega vrtanja, storitvami za ocenjevanje formacije, sistemi za dokončanje in tehnologijo umetnega dviga za vrtine, izvrtane v vznožju več kot 7.500 metrov globoko s tlakom nad 20.000 psi in temperaturami vrtine približno 160 ° C. 
Leta 2015 so kitajski raziskovalci objavili najdbo prostranega, z ogljikom bogatega podzemnega morja pod kotlino.

## Zgodovina
Staro ujgursko ime za Tarimsko kotlino je Altišahr (آلتی شهر, Алтә-шәһәр, prevedeno: 'Šest mest'); to ime se je pogosto uporabljalo v 18. in 19. stoletju. Kašgarija je drugo ime Jarkantskega kanata, ki je obstajal od 1514 do 1680 in se imenuje tudi Kašgarski kanat. Upornika Jakuba bega so od leta 1867 imenovali tudi 'emir Kašgarije'; drugo ime države, ki ji je vladal, je bilo Džetti-Šahr ('Dežela sedmih mest').
Kotlina je ležala na poti Svilne ceste, ki se je tu delila: dva kraka sta vodila vzdolž severnega in južnega roba osrednje, a nedostopne puščave Takla Makan. Oazna mesta, kot so Hotan (Khotan), Kašgar in Aksu, so se razvila okoli njih. Drugi mesti sta Korla (Kurla) in Aral. Uničena mesta so Šorčuk, Nija in Andi’er.
Od leta 200 pr. n. št. so se začele podnebne spremembe: reke so postale bolj bogate z vodo in razmere za kmetijstvo so se izboljšale. Ustanovljena so bila številna mesta (na primer v Loulan, Miran, Haitou, Jingpan, Merdek in Čjakilik); nekatera mesta pa je bilo po drugi podnebni spremembi do 5. stoletja zaradi pomanjkanja vode treba zapustiti.
Arši (Točarer) so začasno prebivali v regiji okoli porečja; Na zahodu tudi Saki. Tarimske mumije so delno dodeljene tema dvema skupinama.
V 6. stoletju so mesta Tarimske kotline prešla pod oblast Heftalitov, okoli 630 pod vladavino zahodnih Kök Turkov, od leta 635 pa so se naselili Tang Kitajci. Ustanovili so Generalni protektorat za pomiritev Zahoda in štiri garnizone Anši.
Že leta 670 so Tibetanci dosegli Tarim kotlino in pridobili vpliv na južnem robu; zlasti v Kašgarju so imeli suverenost do leta 728. Kitajski vpliv se je v tem obdobju zmanjšal, vendar je Khotan ostal  zaveznik. Leta 791 so Kitajce Tibetanci popolnoma pregnali.
Od leta 787 je prišlo do spopadov med Tibetanci in Ujgurskim kaganatom zaradi Beitinga, Khotana in Turpana. Tibetanci bi lahko zahtevali Khotan, meja je verjetno tvorila območje okoli Turpana. V tem času so se zavezniški Kitajci in Ujguri soočili s prav tako zavezniškimi Tibetanci in Karluki.
Leta 840 so po uničenju njihovega imperija Ujguri pobegnili v severno porečje Tarima in ustanovili gospostva, kot sta državi Gandžou-Ujguri, ki je trajala do leta 1030 in kraljestvo Kočo , ki se je v 11. stoletju branilo pred napredujočimi [Karahanidski kanat|Karahanidi]]. in leta 1130 prišlo pod vpliv napredujočega  Karakitajskega kanata.
Po osvojitvi Mongolov od leta 1218 je območje pripadalo Mongolskemu cesarstvu in po razdelitvi Mongolskega cesarstva leta 1294 Čagataiskemu kanatu.
Islamski Jarkantski kanat (tudi kanat Kašgar) je bil ustanovljen leta 1514 kot naslednik vzhodnega Čagatajskega kanata in je obstajal do leta 1680.
Tarimsko kotlino je osvojil Džungarski kanat, ustanovljen leta 1640 - med propadom od leta 1745 so mesta oaz poskušala pridobiti svojo neodvisnost in niso hotela plačevati davka dinastiji Čing, dokler jih leta 1758 niso Čingi osvojili.
Jezero Lop Nor je zaradi suše leta 1921 že presahnilo. Od leta 1949 so projekti hidravličnega inženirstva povečali namakanje vode v kotlini, kar je bilo najpozneje od 1980-ih zaznano kot okoljska katastrofa.

## Gospodarstvo
Velika nahajališča nafte in plina so bila odkrita približno sredi Takla Makana. Za njegov razvoj je bila zgrajena asfaltna cesta s ceno okoli 10 milijonov evrov na kilometer, ki v celoti prečka puščavo od Bügurja (Luntai) do Minfenga (Nija) v smeri sever-jug. Na tej cesti so na obeh straneh utrdbe s peščenimi sipinami in ima lastno službo za čiščenje ceste.
Gospodarstvo oaz obstaja v Tarimski kotlini ob reki Tarim in njenih pritokih ter na robu kotline.

## Ljudje Tarimske kotline
Po podatkih popisa prebivalstva v Tarimski kotlini prevladujejo Ujguri. V mestih, kot so Kašgar, Artuš in Hotan, tvorijo večinsko prebivalstvo. Vendar pa so v regiji veliki žepi kitajskih Hanov, kot sta Aksu in Korla. Manj je tudi Huijev in drugih etničnih skupin, na primer Tadžikov, ki so skoncentrirani v Taškurganu v prefekturi Kašgar, Kirgizijcev v Kizilsu in Mongolov v Bajingolinu.
Odkritje tarimskih mumij je pokazalo, da so bili zgodnji ljudje evropoidi. Po besedah sinologa Victorja H. Mairja: »Od približno 1800 pr. n. št. so bile najzgodnejše mumije v Tarimski kotlini izključno kavkaške ali evropoidne.« Povedal je tudi, da so vzhodnoazijski migranti prispeli v vzhodne dele kotline pred približno 3000 leti, Ujgurska ljudstva pa so »prispela po propadu Ujgurskega kraljestva Orkon s sedežem v današnji Mongoliji okoli leta 842.« Opozoril je tudi, da so prebivalci Šindžjanga mešanica: »Sodobna DNK in starodavna DNK kažeta, da so Ujguri, Kazahstanci, Kirgizi, narodi srednje Azije mešani kavkaški in vzhodnoazijski. Moderna in starodavna DNK pripovedujeta isto zgodbo.« Profesor James A. Millward je prvotne Ujgure opisal kot fizično mongoloidne in za primer navedel podobe v Bezekliku v templju 9 ujgurskih pokroviteljev, dokler se niso začeli mešati s prvotnimi toharskimi in vzhodnoiranskimi prebivalci v porečju Tarima.
Sodobni Ujguri so danes mešani hibrid vzhodnih Azijcev in Europoidov.

## Arheologija
Čeprav so v Tarim kotlini zanimive arheološke najdbe, sta bila glavni zagon za raziskovanje nafta in zemeljski plin. Nedavne raziskave s pomočjo podatkovne baze GIS so dale natančno analizo starodavne oaze Nija na Svilni cesti. Ta raziskava je privedla do pomembnih ugotovitev; ostanki zaselkov s pleteninami, pa tudi kmetijska zemljišča, sadovnjaki, vinogradi, namakalni bazeni in mostovi. Oaza Nija ohranja starodavno pokrajino. Tu so v več naseljih po oazi našli tudi na stotine lesenih tablic iz 3. in 4. stoletja. Ta besedila so napisana v pisavi Kharosthi, ki izvira iz današnjega Pakistana in Afganistana. Besedila so pravni dokumenti, kot so davčni seznami in pogodbe, ki vsebujejo podrobne informacije o upravljanju dnevnih zadev.
Dodatna izkopavanja so odkrila grobnice z mumijami, orodja, keramične predmete, poslikano keramiko in druge umetniške predmete. Takšno raznolikost so spodbujali kulturni stiki, ki izhajajo iz položaja tega območja na Svilni cesti. Zgodnje budistične skulpture in freske, izkopane v Miranu, kažejo umetniške podobnosti s tradicijami Srednje Azije in Severne Indije, slogovni vidiki tam najdenih slik pa nakazujejo, da je bil Miran v neposredni povezavi z Zahodom, zlasti Rimom in njegovimi provincami.